# Červená Jáma
Červená Jáma (německy Rothe Grube) je samota v katastrálním území Jezeří města Horní Jiřetín v těsném sousedství hranice okresu Most a Chomutov. Nachází se v nadmořské výšce 813 metrů. Jediný dům, hájovna, je pozůstatkem bývalé osady spojené s těžbou železné rudy, která zanikla v 18. století.
V lokalitě existují plány na výstavbu přečerpávací vodní elektrárny.

## Historie
První písemná zmínka o Červené Jámě pochází z let 1557 a 1558, kdy bylo uvedeno, že v místě v roce 1520 vznikl stejnojmenný důl. Během třicetileté války těžba zanikla. Po bitvě na Bílé hoře patřilo území do majetku Adama Hrzána z Harasova. V roce 1652 koupil důl saský podnikatel August Rothe a od roku 1682 patřil Ferdinandovi Vilémovi z Lobkovic. V roce 1685 byla obnovena těžba železné rudy a zřízeny hornické ubytovny. Ruda se zpracovávala v nedalekém Karolinině údolí, kde se nacházela vysoká pec. V letech 1710 a 1711 byla Červená Jáma opuštěna.
V polovině 19. století zde vznikla hájovna. V roce 1930 měla Červená Jáma sedm obyvatel, v šedesátých letech 20. století zde topografické mapy ještě uvádějí tři domy.

## Přírodní poměry
Červená Jáma se nachází v Krušných horách na jižním svahu Medvědí skály (923 m), asi pět kilometrů jižně od Hory Svaté Kateřiny. Východně se zdvihá Červený vrch (833 m), na jihovýchodu Homolka (844 m), jihozápadně leží Zámecký vrch (684 m) s pozůstatky hradu Nový Žeberk, západně leží Lesná (911 m) a severozápadně Lesenská pláň (921 m). V Červené Jámě pramení Vesnický potok a severovýchodně leží prameniště Šramnického potoka a severozápadně Kundratického potoka.
Sousedící sídla jsou samota Pachenkov a vsi Deutschneudorf a Nová Ves v Horách na severu, osada Lniště na severovýchodě, Horní Jiřetín a Černice na východě, Jezeří na jihovýchodě, Vysoká Pec a Drmaly na jihu, Pyšná na jihozápadě, Lesná na západě a Rudolice v Horách a Malý Háj na severozápadě.